# 브리더스 컵

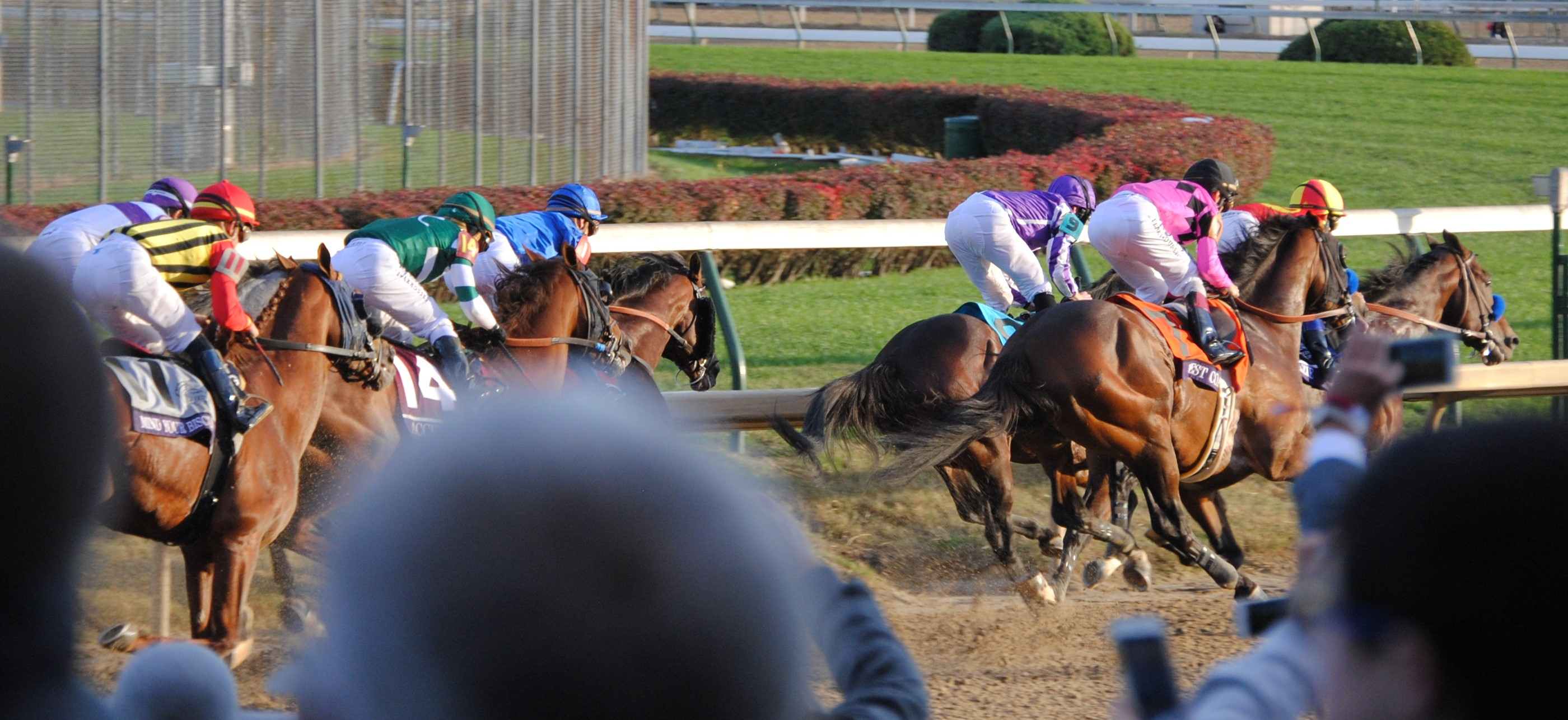
2018 브리더스 컵

브리더스 컵 세계 선수권 대회(Breeders' Cup World Championships)는 1982년에 설립된 회사인 브리더스 컵 리미티드가 운영하는 1등급 서러브레드 경마의 연례 시리즈이다. 1984년 창립부터 2006년까지 하루 동안 개최되었다. 2007년부터는 이틀로 확대됐다. 경주가 캐나다의 우드바인 레이스트랙(Woodbine Racetrack)에서 열렸던 1996년을 제외하고 모든 장소는 미국에 있었다.
브리더스 컵 참석률은 주로 호스트 트랙의 수용 인원에 따라 다르다. 산타 아니타 팍(Santa Anita Park)은 2016년에 118,484명으로 가장 높은 2일 참석률을 기록했다. 가장 낮은 2일 참석률은 2007년 먼마우스 파크(Monmouth Park)에서 69,584명이었다. 참석률은 일반적으로 켄터키 더비, 프리크니스 스테이크스, 켄터키 오크스(및 일부에서는 Belmont Stakes)에만 이어진다.
2008년에는 3개의 레이스가 추가되어 이틀 동안 총 2,550만 달러가 수여되었으며 이는 2007년의 2,300만 달러에서 증가한 것이다. 이후 2개의 레이스가 제거되면서 나머지 13개 레이스의 상금은 2014년에 총 2,450만 달러가 되었다. 2016년 이전에는 총 상금이 2,600만 달러에서 2,800만 달러로 늘어났다. 클래식 상금은 500만 달러에서 600만 달러로 인상되었으며, 론진 터프의 상금은 300만 달러에서 400만 달러로 인상되었다. 2018년에는 청소년 잔디 스프린트(Juvenile Turf Sprint) 경주가 추가되고 스프린트 상금이 200만 달러로 늘어난 후 총 상금과 상금이 3천만 달러 이상으로 늘어났다.
각 브리더스 컵 경주에서는 우승자에게 브리더스 컵 트로피 4개를 수여하고, 우승한 말의 시들기에 화환을 수여한다. 많은 브리더스 컵 우승자들이 해당 부문에서 이클립스 어워드를 수상하게 된다. 예를 들어, 11개의 평지 경주마 카테고리 중 2015년 이클립스 우승자 중 7명이 브리더스 컵 경주에서도 우승했고 나머지 3명은 상금을 받았다.
2015년 국제경마연맹(IFHA) 목록에 따르면 브리더스 컵 경주 3개(클래식(4위), 터프(10위), 마일(12위)이 세계 최고 1등급 경주에 포함되어 있다. 디스태프(Distaff)는 암말을 위한 상위 1등급 경주 중 2위를 차지한다.